# Серебряная жила
«Серебряная жила» (англ.: Silver Lode) — американский вестерн 1954 года режиссёра Аллана Двона.
Сюжет скопирован с вышедшего двумя годами ранее выдающегося вестерна «Ровно в полдень», но перосна главного злодя — Фреда Маккарти обозначает тогдашнего политика Джозефа Маккарти и его ограничительную кампанию «маккартизма» против предполагаемого захвата США коммунистами.

один из безусловных шедевров Аллана Двана… самый лаконичный анти-маккартистский трактат, когда-либо снятый в Голливуде
Оригинальный текст (англ.)is one of Allan Dwan's unqualified masterpieces... the most succinct anti-McCarthy tract ever made in Hollywood.
— Time Out

## Сюжет
В городке Серебряная жила пара влюблённых Дэн Баллард и Роуз Эванс собираются пожениться Четвертого июля. Но судья Фред Маккарти и его помощники едут в город в поисках Балларда — Маккарти обвиняет его в убийстве своего брата и кражу 20 000 долларов. Сначала горожане на стороне Балларда, но постепенно они поворачиваются против него, особенно когда считают, что он убил городского шерифа. Баллард пытается доказать свою невиновность и разоблачить Маккарти. Только его будущая невеста и его бывшая девушка остаются, чтобы спасти его.

## В ролях
- Джон Пейн — Дэн Баллард
- Лизабет Скотт — Роза Эванс
- Дэн Дьюриа — Фред МакКартни
- Долорес Моран — Долли
- Эмиль Мейер — шериф Вули
- Роберт Уорик — судья Крэнстон
- Гарри Кэри-младший — Джонсон
- Алан Хейл-младший — Кирк
- Стюарт Уитман — Уикер
- Фрэнк Салли — Поль Херберт, телеграфист
- Моррис Анкрум — Закари Эванс
- Хью Сандерс — священник Филд
- Флоренс Ауэр — миссис Эльмвуд
- Рой Гордон — доктор Эльмвуд

## Критика
«Серебряная жила» жестко режиссируется Дваном, который не тратит впустую ни одного кадра и быстро продвигает повествование. Джон Пейн, часто недооцениваемый актер, чья лучшая работа была в фильме «Нуары», также впечатляет в роли обвиняемого героя. По тому, как он играет свою роль, вы никогда не будете до конца уверены, действительно ли он виновен по предъявленному обвинению.
Оригинальный текст (англ.)Silver Lode is tautly directed by Dwan who doesn't waste a shot and moves the narrative along at a brisk clip. John Payne, an often underrated actor whose best work was in film noirs, is also impressive as the accused hero. The way he plays the part you're never quite sure until the end whether or not he really is guilty as charged. 
— Jeff Stafford - A TALE OF MOB JUSTICE ON THE RANGE - Silver Lode on DVD //  Turner Classic Movies, July 2, 2002

В дополнение к критике преследования маккартистов, фильм также изобилует такими захватывающими моментами, как сестринская инь-янь респектабельной невесты Балларда (Лизабет Скотт) и его наглой бывшей любовницы (Долорес Моран), мастерское освещение и расширенные кадры кинооператора Джона Олтона, а также духовная исчерпание разборок на церковной колокольне. В обширном творчестве Двана еще многое предстоит изучить, но Серебряная жила — это та работа, которая отделяет художников от ремесленников.
Оригинальный текст (англ.)In addition to its critique of knee-jerk McCarthyite persecution, the film also abounds in such fascinating items as the sisterly yin-yang of Ballard’s respectable bride (Lisabeth Scott) and his brazen ex-mistress (Dolores Moran), cinematographer John Alton’s masterly lighting and extended tracking shots, and the spiritual exhaustion of a showdown in a church’s bell tower. There’s still much to rummage through in Dwan’s wide-ranging oeuvre, but Silver Lode is the sort of work that separates the artists from the artisans.
— Fernando F. Croce - Review: Allan Dwan’s Silver Lode on VCI Entertainment DVD // Slant Magazine, June 10, 2010